# Clawfinger
Clawfinger (Кловфінґа, укр. Кіготь) — реп-метал гурт зі Швеції, один із перших представників цього напряму. Гурт відомий своєю агресивною проте мелодійною музикою, а також політичними та антирасистськими темами пісень.

## Історія
Бард Торстенсен (Bard Torstensen) i Ерленд Оттем (Erlend Ottem) в 1988 році переїхали з невеликого міста Арендал на півдні Норвегії, де вони грали в рок-гурті Theo, в столицю Швеції — Стокгольм. Тут вони працювали в шпиталі, доглядаючи за старими людьми. Разом з ними працювали два хлопця, які також мріяли про музичну кар'єру — Зак Телл (Zak Tell) і Джок Скоґ (Jocke Skog). У жовтні 1990 року Торстенсен і Телл почали займатися студійною обробкою своїх композиторських ідей. Як ударник (а також як клавішник і бас-гітарист) до них приєднався Скоґ. Оттем став в гурті другим гітаристом.
Влітку 1991 року новоспечений квартет Clawfinger скомпонував демо-касету з чотирма треками, в числі яких була і композиція «Nigger», що принесла команді першу популярність. Композиція була в активній ротації на Національному радіо, через деякий час вона стала піснею тижня. Влітку 1992 року Clawfinger стали володарями рекордингового контракту.

### Deaf Dumb Blind
Перший альбом норвезько-шведського гурту, «Deaf Dumb Blind», вийшов у квітні 1993 року. Гібрид динамічного металу і ритмічного реп-речетативу музична преса Швеції титулувала званням «найкращого хард-рок-дебюту за всю історію шведської музики». На церемонії вручення Swedish Grammy Awards музиканти стали двічі героями — як найкращий метал-гурт і як володар найкращого відео. Виданий спочатку тільки в Скандинавії, з часом «Deaf Dumb Blind» був опублікований різними лейблами в Північній Америці і Європі. Він успішно «прочартилось» в Німеччині, Швеції, Норвегії та Швейцарії, розійшовшись у світі 600-тисячну тиражем.

### Use Your Brain
Другий лонґ-плей «Use Your Brain» був записаний у 1995 році. Різниця між першим і другим альбомом, за словами Зака Телла, полягала в 250 концертах, зіграних в рамках першого світового турне. Найбільші фестивалі в Німеччині, Голландії, Бельгії, Данії, Швеції, європейські тури на розігріві у Alice in Chains і Anthrax, а слідом і 45 самостійних концертів по Європі, в тому числі по країнах колишнього соцтабору, де гурт зустріли дуже добре.
Пісні, представлені на обох дисках, звучать англійською мовою. Тексти пише і начитує практично одноосібно Зак. Його дитинство пройшло в Англії, тому англійська для нього рідною. Це зіграло не останню роль в популяризації команди за межами Скандинавії, не в меншій мірі, ніж фантазія і майстерність музикантів. Бард і Ерленд постійно зайняті винаходом якихось неймовірних, убивчих рифів, причому воліють не користуватися примочками. Джок за допомогою своїх вічно оновлюваних технічних пристосувань програмує дуже жорсткі, потужні, важкі ударні. Скретчі вклинюються в саунд рикаючими, крикливими репліками. Їх підбором і обробкою завідують продюсер Джейкоб Хеллнер (Jacob Hellner) і один з найкращих шведських скретчерів Сліпі (Sleepy). До розгляду приймаються ідеї всіх учасників, але частіше за інших автором музики стає Зак Телл. Серед артистів, котрі справили на його творчість найвідчутніший вплив, він називає Джелло Біафра (Jello Biafra) з гурту Dead Kennedys, Public Enemy і Френка Заппу (Frank Zappa). «Мені подобається, що він не церемониться з чужою музикою», — говорить він про Заппа. Самі учасники Clawfinger не церемонилися з фанами, обрушуючи на них оглушливий звуковий шквал під час своїх концертів. Гастролям була віддана левова частка 1996 року. Одна з найпримітніших подій — участь у переїзної фестивалі Monsters of Rock в Південній Америці.

### Clawfinger
«Clawfinger» — так називався третій альбом гурту, виданий в 1997 році. Цього разу свій шведський реп-метал команда приправила мелодіями Близького Сходу і динамічнішими вокальними партіями. Елементи world music, вміло введені продюсером Пітером Рірдоном (Peter Reardon), урізноманітнили, але не перекрили характерний монохроматичності, злегка механізований саунд. Альбом отримав широкий відгук у європейських меломанів. Однак до того часу коли «Clawfinger» нарешті з'явився в Америці (а це сталося тільки в 1999 році), багато гуртів, що грають на стику репу і металу, наприклад Rage Against the Machine і White Zombie, проробили набагато серйознішу і ефектнішу роботу з переплавки різних стилів, ніж скандинави. Так що третій альбом Clawfinger пройшов в Штатах майже непоміченим. Зате не були обділені увагою їхні концерти, тим більше що команді пощастило зіграти на майданчиках провідних фестивалів в компанії таких корифеїв, як Еліс Купер (Alice Cooper), Faith No More і Megadeth, де їх виступи збирали до 80 тисяч глядачів.

### A Whole Lot of Nothing
Так само скромно відгукнулися Штати на наступний лонг-плей «A Whole Lot of Nothing» (2001), на якому четвірка при дружній підтримці басиста Андре Скоґа (Andre Skaug) продовжила розмову на політичні та антирасистські теми під агресивний, тривожний акомпанемент. Альбом відрізняли складні інструментальні аранжування, мабуть, найцікавіші за всю кар'єру гурту, що відтіняють продуманими, інтригуючими синтезаторами.

### Zeroes & Heroes
П'ята студійна робота Clawfinger «Zeroes & Heroes», видана до 10-річного ювілею колективу в 2003 році, залишилася надбанням виключно європейського слухача. Неоднозначні тексти, що зачіпають скандальні теми, прозвучали в різких, абразивних, дуже агресивних аранжуваннях, майже не пом'якшених електронними звуками, які були зведені до мінімуму.
У жовтні 2003 року скандинави понесли першу кадрову втрату: гітарист Ерленд Оттем, втомлений від шоу-бізнесу, дружньо попрощався з колегами, щоб зайнятися своєю першою професією — програмуванням, яка до того ж дозволяла набагато більше часу проводити з сім'єю.

### Hate Yourself With Style
Після коротенького туру почалася чергова студійна сесія. На сей раз, плодом старань став реліз 2005-го року «Hate Yourself With Style». Виконана в дусі найзнаменитіших шедеврів «Clawfinger», платівка розійшлася досить-таки непоганим накладом і відродила який почав вже було згасати інтерес до цього колективу.

### Розпад
24 серпня 2013 на своїй сторінці в Facebook гурт оголосив про розпад.

## Учасники
Теперішні
- Зак Телл (Zak Tell) — спів, тексти (з 1989)
- Йоке Скоґ (Jocke Skog) — клавішні, спів (з 1989)
- Борд Торстенсен (Bård Torstensen) — ритм-гітара (з 1989)
- Андре Скауґ (André Skaug) — бас-гітара (з 1989)
- Міке Дален (Micke Dahlén) — ударні (з 2008)

Колишні
- Генка Йоганссон (Henka Johansson) — ударні (1997—2008)
- Ерленд Оттем (Erlend Ottem) — гітара (1989—2005)
- Мортен Скауґ (Morten Skaug) — ударні (1995—1996)
- Оттар Віґерстел (Ottar Vigerstøl) — ударні (1989—1994)

## Дискографія

### Студійні альбоми
- Deaf Dumb Blind (21 квітня 1993)
- Use Your Brain (1995)
- Clawfinger (29 вересня 1997)
- A Whole Lot of Nothing (6 серпня 2001)
- Zeros & Heroes (26 травня 2003)
- Hate Yourself with Style (18 листопада 2005)
- Life Will Kill You (27 липня 2007)

### Збірки
- The Biggest and the Best of (18 квітня 2005; колекція найкращих хітів)
- Deafer Dumber Blinder (2013; перезапис «Deaf Dumb Blind»)

### Сингли
| Рік  | Назва                |
| ---- | -------------------- |
| 1992 | «Rosegrove»          |
| 1992 | «Nigger»             |
| 1993 | «The Truth»          |
| 1993 | «Warfair»            |
| 1995 | «Pin Me Down 1»      |
| 1995 | «Pin Me Down 2»      |
| 1995 | «Do What I Say»      |
| 1996 | «Tomorrow»           |
| 1997 | «Biggest & the Best» |
| 1997 | «Two Sides»          |
| 1998 | «Don't Wake Me Up»   |
| 2001 | «Out to Get Me»      |
| 2001 | «Nothing Going On»   |
| 2003 | «Recipe for Hate»    |
| 2003 | Bitch (Promo-CDS)    |
| 2005 | «Dirty Lies»         |
| 2006 | «Without a Case»     |
| 2007 | «The Price We Pay»   |
| 2007 | «Prisoners»          |